# مینورو سوزوکی
مینورو سوزوکی (انگلیسی: Minoru Suzuki؛ زادهٔ ۱۷ ژوئن ۱۹۶۸) کشتی‌گیر کشتی حرفه‌ای، ورزشکار هنرهای رزمی ترکیبی و کشتی‌گیر اهل ژاپن است.